# Cryptotettix similis
Cryptotettix similis is een rechtvleugelig insect uit de familie doornsprinkhanen (Tetrigidae). De wetenschappelijke naam van deze soort is voor het eerst geldig gepubliceerd in 1974 door Günther.
1. ↑  (en) Cryptotettix similis op de IUCN Red List of Threatened Species.